# Mer à Littorines
La mer à Littorines est le dernier stade de développement de la mer Baltique existant entre 5 500 et 2 000 ans av. J.-C. Elle fait suite au lac Ancylus dans l'histoire de la mer Baltique depuis la dernière glaciation. Cette mer est nommée d'après le nom scientifique Littorina littorea du bigorneau.